# Agnes von Zahn-Harnack
Agnes von Zahn-Harnack (Gießen, 19 juin 1884 - Berlin, 22 mai 1950), est une féministe allemande, membre du Parti démocrate allemand. Elle est cofondatrice puis présidente de 1926 à 1930 de la Deutscher Akademikerinnenbund.

## Biographie
Elle est la fille du théologien protestant et homme d'État prussien Adolf von Harnack et d'Amalie Thiersch, petite-fille du chimiste Justus von Liebig.  Elle enseigne tout en préparant son Abitur, qu'elle passe avec succès en 1908, au Sophien-Gymnasium de Berlin. Elle est l'une des premières femmes inscrites à l'université Humboldt lorsque la réorganisation des études en Prusse de 1908 leur ouvre l'accès aux études universitaires. Elle y étudie les langues modernes jusqu'en 1912, et obtient ultérieurement un doctorat avec une thèse sur Aloys und Imelde de Clemens Brentano. Elle épouse Karl von Zahn (de), juriste et haut fonctionnaire, le 8 décembre 1919 à Berlin ; le couple a trois enfants.
Elle dirige la Bund Deutscher Frauenvereine (Union des organisations féministes allemandes) entre 1931 et 1933.
Elle est cofondatrice de l'Association allemande des femmes universitaires (Deutscher Akademikerinnenbund), qu'elle préside de 1926 à 1930. Elle démissionne de sa fonction après la prise de pouvoir par les nazis.

## Publications
- Die Frauenbewegung. Geschichte, Probleme, Ziele, [« Le mouvement des femmes, histoire, problèmes, objectifs »], Berlin; 1928
- Frauenfrage in Deutschland 1790-1930 [« Problèmes des femmes en Allemagne, de 1790 à 1930 »], avec Hans Sveistrup, Berlin, 1934
- Adolf von Harnack, Berlin-Tempelhof 1936; 2° édition Berlin, 1951
- Der Apostolikumstreit des Jahres 1892 und seine Bedeutung für die Gegenwart, [« L'Apostolikumstreit de 1892  et sa signification pour l'avenir »], Marburg a. L. 1950